# Zbigniew Batko
Zbigniew Batko (ur. 11 października 1940 w Kamionnie, zm. 18 grudnia 2007 w Łodzi) – polski tłumacz, pisarz i scenarzysta.

## Życiorys
Urodzony w rodzinie nauczycielskiej: syn Wacława i Ireny z domu Bäck. Po wojnie mieszkał z matką i siostrami w Kazimierzu-Porąbce i w Żyrowej. W związku z chorobą matki przebywał w domach dziecka w: Pszczynie, Turawie i Kuźni Raciborskiej. Ukończył liceum ogólnokształcące w Gogolinie. W latach 1958–1966 studiował polonistykę na Uniwersytecie Łódzkim. W latach 1969–1971 współpracował z Adamem Ochockim przy produkcji serialu animowanego Zaczarowany ołówek. Debiut translatorski to tłumaczenie prozy M.L. Kaschnitz Białe niedźwiedzie w 1979 na łamach polonijnego tygodnika amerykańskiego „Gwiazda Polarna”. Następne zatrudniony w Łódzkim Domu Kultury. 
Od 1990 zajmował się wyłącznie pracą literacką i translatorską.
W 1966 ożenił się z Heleną Ochocką, redaktorką łódzkiego ośrodka TVP. 
Zmarł 18 grudnia 2007 i spoczywa na cmentarzu Opole-Półwieś.

## Twórczość
Autor dwóch powieści: Z powrotem, czyli fatalne skutki niewłaściwych lektur (1985) oraz Oko (1992), nominowanej do Nagrody im. Janusza A. Zajdla.
Był scenarzystą animacji dla dzieci, min. odcinki Zaczarowanego ołówka, Marcel wyrusza w świat, czy Siedmiomilowych trampek.
Tłumacz z języka angielskiego. Przełożył blisko pięćdziesiąt powieści – m.in. Johna Steinbecka, Zadie Smith, Vladimira Nabokova, Jeanette Winterson, Williama Whartona i Marka Twaina.

## Przekłady
- John Steinbeck – Myszy i ludzie
- Zadie Smith – Białe zęby, Łowca autografów, O pięknie
- William Styron – Wybór Zofii
- Michael Ridpath – Finansiści
- Jonathan Carroll – Kości księżyca
- Jeanette Winterson – Płeć wiśni, Sztuka i kłamstwa: utwór na trzy głosy ze sprośnym kontrapunktem, O sztuce: eseje o ekstazie i zuchwalstwie, Brzemię
- Frances Hodgson Burnett – Tajemniczy ogród
- Mark Twain – Przygody Tomka Sawyera, Przygody Hucka Finna
- Truman Capote – Psy szczekają, Pośród ścieżek do raju i inne opowiadania
- Saul Bellow – Ravelstein
- Jack London – Zew krwi
- John Updike – W krasie lilii
- James Joyce – Dublińczycy
- William Wharton – Tam, gdzie spotykają się wszystkie światy, Nie ustawaj w biegu, Rubio
- Paul Torday – Połów łososia w Jemenie
- Yann Martel – Życie Pi
- Jonathan Safran Foer – Strasznie głośno, niesamowicie blisko
- Evelyn Waugh – Zmierzch i upadek
- Vladimir Nabokov – Wykłady o literaturze, Wykłady o literaturze rosyjskiej
- Carl Hiaasen – Sówki
- Frank Cottrell Boyce – Miliony
- Anthony Burgess – Doktorze, lecz się sam; Rok 1985 (wspólnie z Robertem Stillerem)
- Eric Knight – Lassie, wróć!
- Hugh Lofting – Doktor Dolittle i jego zwierzęta
- Isaac Bashevis Singer – Wrogowie, czyli historia pewnej miłości
- John Irving – Syn cyrku
- John Maxwell Coetzee – Elizabeth Costello; Rok 2006
- Kate Saunders – Cat i kocia wojna
- Terry Jones – Przygody Mika Wierciołka
- John Banville – Mefisto
- T. Coraghessan Boyle – Drop City
- DBC Pierre – Vernon
- Mary Margaret Kaye – Dalekie pawilony
- Dan Binchy – Neonowa Madonna
- David Morgan – Tako rzecze Monty Python
- Mary Morissy – Mitomanka
- Martin Amis – Martwe dzieci
- Toni Morrison – Raj
- Michael Arditti – Celibat
- Tony Thorne – Mody, kulty, fascynacje : słownik pojęć kultury postmodernistycznej
- Mel Cebulash – Tata nie z tego świata